# Chiton goodallii
Chiton goodallii är en blötdjursart som beskrevs av William John Broderip 1832. Chiton goodallii ingår i släktet Chiton och familjen Chitonidae. Inga underarter finns listade i Catalogue of Life.